# SPG Walter Wels
Die SPG Walter Wels ist ein Bundesliga-Tischtennisverein aus Wels. Die Spielgemeinschaft wurde 1988 zwischen den beiden Tischtennis-Sektionen der Union und ASKÖ Wels gegründet.
Nachdem 1999 der Aufstieg in die 2. Bundesliga geschafft werden konnte, gelang 2005 der Aufstieg in die höchste österreichische Spielklasse, die 1. Bundesliga. Im ersten Jahr konnte man knapp den Abstieg vermeiden, allerdings gelang bereits in der folgenden Saison mit dem 3. Platz der Einzug ins Meister Play-off, wo man aber gegen SVS Niederösterreich verlor. 2008 schaffte die zweite Mannschaft den Aufstieg aus der oberösterreichischen Landesliga in die 2. Bundesliga. 2010 erreichte man wie auch 2009 den zweiten Platz in der Bundesliga hinter der SPG Raika Ligist/Don Bosco Graz, allerdings entschied hier jeweils nur das Einzelspielverhältnis und 2010 fiel die Entscheidung erst im direkten Duell in der letzten Runde.
Zwischen 1992 und 2007 konnte die Spielgemeinschaft mehrere oberösterreichische und österreichische Nachwuchsmeistertitel im Einzel und Doppel erzielen.
In der Spielsaison 2011/2012 wurde erstmals der Meistertitel in der 1. österreichischen Bundesliga errungen. Man konnte sich im entscheidenden Spiel gegen den Askö Mauthausen durchsetzen. Auch im Halbfinale der Playoffs gelang ein Sieg gegen die Mauthausener, jedoch folgte eine Niederlage im Finale gegen den SVS Niederösterreich.
In der Saison 2013/14 gelang es dann aber, im Finalturnier der österreichischen Bundesliga, Serienmeister SVS NÖ mit einem 4:0 zu schlagen und somit den Pokal des österreichischen Staatsmeisters erstmals nach Wels zu bringen.
Zudem spielte der SPG Walter Wels in der Saison 2013/14 erstmals in der höchsten europäischen Tischtennisliga, der European Champions League und schaffte es in derselben Saison bis ins Halbfinale des ETTU-Cup, wo man sich gegen den deutschen Tischtennisverein TTF Liebherr Ochsenhausen geschlagen geben musste.
2018 wurde Wels zum zweiten Mal Österreichischer Mannschaftsmeister (mit Devos, Petö, Plattner). 2020 gelang der zweite Österreichische Cupsieg (Andreas Levenko, Adam Szudi, Frane Kojic). 2021 erreichte Wels in gleicher Besetzung das ETTU Cup Finale und unterlag AS Pontoise-Cergy TT. 2022 wurde das Team zum dritten Mal österreichischer Meister (Levenko, Martinko, Ecseki).
Heute (2024) nimmt der Verein neben den Teams in den Bundesligen mit 9 Mannschaften an den Meisterschaften des OÖTTV teil.